# Kittanning
Kittanning är en kommun av typen borough i den amerikanska delstaten Pennsylvania med en yta av 2,7 km² och en folkmängd, som uppgår till 4 787 invånare (2000). Kittanning är huvudorten i Armstrong County, Pennsylvania.